# رماوندی سفلی
رماوند، روستایی از توابع بخش سوری شهرستان رومشکان در استان لرستان ایران است.

## جمعیت
این روستا در دهستان سوری قرار دارد و براساس سرشماری مرکز آمار ایران در سال ۱۳۸۵، جمعیت آن ۵۸۲ نفر (۹۹خانوار) بوده‌است.